# Boozed
Boozed est un groupe allemand de hard rock et rock 'n' roll, originaire de Bramsche, actif entre 2001 et 2010 puis entre 2016 et 2018.

## Histoire
Le groupe est formé en 2001 par cinq jeunes âgés de 16 ans en moyenne, d'abord comme cover band d'AC/DC. Par la suite, ils écrivent de plus en plus de morceaux originaux.
Dès 2001, Markus Strothmann, Klaas Ukena, Marvin Drosten, Michael Ponert et Tim Mischke jouent plus de 250 shows nationaux et internationaux, notamment avec Turbonegro, les Donots, les Heideroosjes, Gluecifer, les Hellacopters, les Beatsteaks, Peter Pan Speedrock, Flaming Sideburns, Misfits ou Rose Tattoo, et participent à de nombreux festivals comme Hurricane, Taubertal et Rheinkultur. Au printemps 2010, le groupe annonce sa séparation. « Le plus important, c'était d'être sur scène ; le plus excitant, c'était toujours de faire danser la foule en sueur - c'est pour ça qu'on sort encore une fois. Dehors sur la route ! Pas de comeback, pas de réunion : une dernière fois ! Chez vous aussi ! ». Le groupe s'arrête là où son histoire commence il y a neuf ans : Les 6 et 7 août 2010, le groupe donne ses deux derniers concerts à la Alte Webschule de Bramsche.
Après la séparation, le chanteur Markus Strothmann forme le groupe Turbine Weststadt et joue en solo sous le nom d'Elektro Strothmann. Le batteur Klaas Ukena joue actuellement de la batterie entre autres avec le groupe Groove Onkels, rendu célèbre par l'émission Das Supertalent, et le groupe de rock Bad Bone Beast (originaire d'Osnabrück).
En juin 2016, le groupe annonce son retour et joue peu après au Schloga Open Air à Osnabrück. En 2017, ils jouent avec Emil Bulls. Ils mettent de nouveau un terme à leurs activités en 2018.

## Discographie

### Albums studio
- 2004 : Seizin the Day
- 2005 : Tight Pants
- 2007 : Acid Blues
- 2009 : One Mile
- 2018 : Self Titled

### EP
- 2007 : My Friends Are Gonna Be There Too
- 2009 : Save Me
- 2009 : You Gotta Go Again

### Compilations
- 2009 : Bad Seed

### Splits
- 2003 : Drunk’n'Dangerous/Monday K.O. (split avec V8 Wankers)
- 2004 : Wild Boys/Pull Through (split avec Psychopunch)
- 2006 : Laserlight/Dream on (split avec The Flaming Sideburns)
- 2007 : Back In The Back of a Cadillac (split avec December Peals)

### DVD
- 2010 : Boozed-History-DVD „IIIIIIIII“ (DIY)
- 2011 : Boozed Grande Finale DVD